# خیرقلی
خیرقلی، روستایی از توابع بخش مرکزی شهرستان نهاوند در استان همدان ایران است.

## جمعیت
این روستا در دهستان شعبان قرار دارد و براساس سرشماری مرکز آمار ایران در سال ۱۳۹۵، جمعیت آن ۲۶ نفر (۱۰خانوار) بوده‌است.